# Villa las Rosas, Tapachula
Villa las Rosas är en ort i Mexiko.   Den ligger i kommunen Tapachula och delstaten Chiapas, i den sydöstra delen av landet, 900 km sydost om huvudstaden Mexico City. Villa las Rosas ligger 67 meter över havet och antalet invånare är 335.
Terrängen runt Villa las Rosas är platt. Runt Villa las Rosas är det ganska tätbefolkat, med 124 invånare per kvadratkilometer. Närmaste större samhälle är Tapachula, 9,6 km nordost om Villa las Rosas. Trakten runt Villa las Rosas består till största delen av jordbruksmark.